# Publius Silius Nerva (Konsul 20 v. Chr.)
Publius Silius Nerva war ein römischer Politiker und Senator.
Die Silii Nervae wurden unter Augustus unter die Patrizier aufgenommen. Über die Familienumstände des Silius gibt es praktisch nichts Sicheres. Man weiß lediglich, dass er ein Sohn eines Publius Silius ist. Im Jahr 20 v. Chr. war Silius Konsul und anschließend als Legat in Hispania citerior tätig. Auf 16 v. Chr. ist seine Statthalterschaft in Illyricum zu datieren, wo er die aufständischen Alpenstämme der Camunni und Vennoneten besiegte und unterwarf und einen Einfall der Pannonier und Noriker in Istrien erfolgreich abwehrte, die daraufhin unterworfen wurden. Vielleicht war er derjenige, von dem Sueton berichtet, er habe mit Augustus öfter zu Tisch gesessen und Würfel gespielt.
Seine Ehefrau war Coponia. Aus dieser Ehe stammt Aulus Licinius Nerva Silianus, Konsul im Jahr 7 n. Chr. Vielleicht waren Publius Silius, Konsul im Jahr 3 n. Chr., und  Gaius Silius, Konsul im Jahr 13, ebenfalls seine Söhne.